# عدم الإنعاش
عدم الإنعاش (بالإنجليزية: Do not resuscitate)‏ هو طلب قانوني مكتوب بهدف عدم إجراء الإنعاش القلبي الرئوي أو الدعم المتقدم للحياة القلبية في حالة توقف النبض أو انقباض القلب وذلك بناءً على رغبة المريض. قد يُقدم طلب عدم الإنعاش بواسطة المريض أو من له حق التوكيل العام، ويقوم الفريق الطبي المسؤول عن المريض باحترام رغبته. تشير الأبحاث إلى أن 5% فقط من المرضى الخاضعين للإنعاش القلبي الرئوي خارج المشفى و15% من الخاضعين له داخل المشفى فقط يبقون على قيد الحياة، كما أن كبار السن المقيمين في دور الرعاية ويعانون من مشكلات صحية عديدة أو يعانون من السرطان في مراحله المتقدمة نادرًا ما ينجون من الموت.
رغبة المريض في عدم الإنعاش لا تؤثر على مسيرة علاجه عدا وسائل العلاج التي تتطلب التنبيب أو الإنعاش القلبي الرئوي، أما العلاج الكيماوي والمضادات الحيوية والغسيل الكلوي وغيرها؛ فيستمر المريض في تلقيها.

## التوجيه المسبَّق والوصية
التوجيه المسبَّق والوصية هي وثائق يكتبها الأفراد بأنفسهم لتوضيح الرعاية التي يرغبون في تلقيها حينما يفقدون القدرة على التحدث والتعبير عن أنفسهم. أما وثيقة عدم الإنعاش فيكتبها الطبيب أو الفريق الطبي كما ورد في وصية المريض. ففي حال لم يتمكن المريض في التعبير عن رغباته لكنه كان قد كتب وصيته بعدم الإنعاش؛ يقوم الطبيب بكتابة أمر «عدم إنعاش» بناءً على طلب وكيل المريض.
أما في الولايات المتحدة الأمريكية فلا يعتد بالوصية دليلاً على رغبة المريض في عدم الإنعاش؛ إذ لا تعد الوصية وثيقة مُلزِمة قانونًا.

## وسائل غير تقليدية لطلب عدم الإنعاش
في الحالات التي يتم فيها التعبير عن رغبة المريض بوسائل غير تقليدية مثل الوشم، يطرح ذلك العديد من التساؤلات الأخلاقية والقانونية حول مدى الالتزام بمثل هذه التعبيرات غير الرسمية. هذا ما تثيره هذه الحالة المثيرة للجدل، حيث يصبح التوفيق بين رغبات المريض والمعايير الطبية والقانونية أمرًا يتطلب نقاشًا معمقًا.
أثارت حالة المريض الفاقد للوعي الذي يحمل وشم ”عدم الإنعاش“ معضلات أخلاقية مهمة للطاقم الطبي. على الرغم من أن الوشم وغيره من الأشكال غير التقليدية قد تفتقر إلى الاعتراف القانوني اللازم، إلا أنها قد تكون مع ذلك تعبيرًا حقيقيًا عن رغبات المريض. في حالة محددة لرجل يبلغ من العمر 70 عامًا يعاني من مرض مزمن، تردد الفريق الطبي في البداية في احترام الوشم بسبب عدم اليقين والمبدأ الاحترازي. ومع ذلك، بعد التشاور مع لجنة الأخلاقيات، تقرر احترام الوشم كتعبير حقيقي عن تفضيلات المريض، مما أدى إلى إصدار أمر بعدم الإنعاش. تسلط هذه الحالة الضوء على تعقيد تفسير التوجيهات المسبقة، لا سيما عندما يتم التعبير عنها بوسائل غير تقليدية مثل الوشم، وتثير أسئلة مهمة حول استقلالية المريض واتخاذ القرارات الأخلاقية في الممارسة الطبية.

## أخلاقيات
يعد قرار عدم الإنعاش أمرًا مثيرًا للجدل في بعض الأحوال؛ ففي بعض المستشفيات يتم إلغاء قرار عدم الإنعاش بشكل روتيني عند خضوع المريض إلى جراحة؛ ويبرر ذلك بأن فرص نجاح الإنعاش داخل غرفة العمليات أكبر من المعتاد، بينما يرى البعض أن توافر الإمكانيات والمعدات يدفع بالمريض وذويه إلى إعادة النظر في قرار عدم الإنعاش بدلًا من إلغائه تلقائيًّا.
تظهر معضلة أخلاقية كذلك حينما يلجأ مريض يرغب في «عدم الإنعاش» إلى الانتحار، وتصبح الوسيلة الوحيدة لإنقاذه هي التنفس الصناعي أو الإنعاش القلبي الرئوي؛ فقد تعالت الأصوات منادية بوجوب تقديم مصلحة المريض على رغبته الخاصة في هذه الحالة. تظهر معضلة أخلاقية أخرى في حالة تعرض أحد المرضى ذوي طلب «عدم الإنعاش» إلى خطأ طبي لا سبيل للتغلب عليه إلا بالإنعاش، وحتى الآن لا يوجد إجماع على وجوب التغاضي عن رغبة المريض وإجراء الإنعاش من عدمه.
هناك جدل أيضًا حول كيفية توصل المريض إلى قرار عدم الإنعاش؛ إحدى الدراسات تشير إلى أنه عند إدارة نقاش مع المرضى حول تفاصيل الإنعاش القلبي الرئوي وسردها لهم يتغير رأي الكثير منهم كليًّا أو جزئيًا؛ فالبعض يبدي موافقته على إجراء التنبيب في حال الإصابة بوذمة وعائية؛ إذ تختفي خلال أيام، كما يرغب ما يقرب من خُمس المرضى في الإنعاش عند التعرض لتوقف القلب مع إنهاء الرعاية الطبية إذا تجاوزت مدتها الأسبوع، كذلك قد يتلقى المريض محاورة استدراجية من قِبل مقدمي الخدمة الطبية، أو قد تُخفى عنهم معلومة مهمة دون قصد. كما أشارت دراسة أخرى إلى أن الأطباء يقدمون عناية قصوى للمرضى الراغبين في «عدم الإنعاش».
أيضًا يشكل جهاز تنظيم ضربات القلب وإزالة الرجفان القابل للزرع أزمة أخلاقية حينما يتعلق الأمر بإزالته لدى المرضى الراغبين في «عدم الإنعاش». أشار بحث استقصائي شمل عددًا كبيرًا من جراحي القلب المختصين بزراعة جهاز تنظيم ضربات القلب وإزالة الرجفان القابل للزرع والناظمة القلبية الاصطناعية إلى أن أغلبهم يعتقدون بأن تعطيل جهاز تنظيم ضربات القلب وإزالة الرجفان لا يختلف عن «عدم الإنعاش»، بينما يرون أن تعطيل الناظمة القلبية الاصطناعية هو قضية أخرى لا يمكن اعتبارها مقبولة أخلاقيًّا.

## عدم الإنعاش في الدول المختلفة
بينما يلقى قرار عدم الإنعاش قبولًا واسعًا في بعض الدول، يعد غير متاح من الأساس في دول عديدة، ويكون الطبيب هو الوحيد المخوَّل له اتخاذ قرار إيقاف الإنعاش.

### الشرق الأوسط

#### المملكة العربية السعودية
وحدت المملكة العربية السعودية إجراءات عدم الإنعاش ووضعت شروطا لها بحيث لا تختلف الإجراءات من مستشفى إلى آخر، وقد مرّت هذه الإجراءات الموحدة بالعديد من النقاشات التي قادها وزير الصحة السابق توفيق الربيعة وإشراف الجمعية السعودية لهيئة التخصصات الطبية وإشراف استشاريين من مختلف التخصصات؛ إضافة إلى أحد أعضاء الجمعية العلمية السعودية للتخصصات الطبية الفقهية ورؤساء اللجان من جميع المستشفيات السعودية، وبعد وضع الدليل الموحد لحالات عدم الإنعاش عُرض على المفتي العام الشيخ عبد العزيز بن عبد الله آل الشيخ وتمت الموافقة عليه من هيئة كبار العلماء.

#### الأردن والإمارات
لا تعترف الأردن بقرار عدم الإنعاش، ويواصل الأطباء إنعاش المرضى بغض النظر عن رغبتهم الشخصية أو رغبة ذويهم. وفي الإمارات يعد قرار عدم الإنعاش محرمًا بنص القانون حتى وإن كان المريض غير راغب في الحياة أو لديه قرار ينص بعدم الإنعاش، ويُعاقب من يخالف هذا القانون.

#### مصر
أجريت في مصر دراسة لمعرفة مدى وعي الناس وقبولهم مبدأ عدم الإنعاش. أجريت الدراسة في القاهرة شملت 461 شخصًا؛ أبدى عشرة منهم قبولهم المطلق للمبدأ، بينما رأى 226 شخصًا أنه مبدأ مقبول بحسب حالة المريض، ورفضه 167 شخص؛ وبالتالي فإن مبدأ «عدم الإنعاش» لن يلاقي رفضًا قاطعًا في مصر.

### المملكة المتحدة

#### إنجلترا وويلز
في إنجلترا وويلز لا يتم إجراء الإنعاش القلبي الرئوي في حالات توقف القلب طالما هناك طلب بعدم الإنعاش، وفي حال سلامة القوى العقلية للمريض كما عرفها قانون القوى العقلية لعام 2005 يحق له طلب عدم الإنعاش، كما يمكن للمريض أن يحيل قراراته إلى وكيل قانوني بتوجيه مسبَّق أو وصية. ولا يحق للمريض أو ذويه طلب إجراء علاجي كالإنعاش القلبي الرئوي وغيره إذا ارتأى الطبيب أنه بلا جدوى؛ فالطبيب فقط هو من يحدد ما فيه مصلحة المريض في هذه الحالة.

#### اسكتلندا
يعد طلب «عدم الإنعاش» مبدأ معترفًا به في جميع أنحاء اسكتلندا، ويبيحه القانون كما هو الحال في إنجلترا وويلز؛ فهو إجراء علاجي يتم اللجوء إليه في حالات توقف القلب، ولكن لا يمكن لأهل المريض أن يطلبوا من الطبيب المعالج إجراءه إذا رأى الطبيب أنه غير مجدٍ كما هو الحال في أي إجراء آخر.

### الولايات المتحدة الأمريكية
يعد توثيق طلبات عدم الإنعاش في الولايات المتحدة عملية معقدة للغاية وتختلف من ولاية إلى أخرى، وقد لا يعترف بالتوجيه المسبق أو الوصية في حالات الطوارئ، ولا يعترف بوثيقة طلب «عدم الإنعاش» إلا إذا كانت مكتملة البيانات وموقعة من قبل طبيب معالِج.
رُفِعت أول دعوى قضائية مطالبة برفع أجهزة الإنعاش عام 1976؛ إذ أيدت محكمة لوس أنجلوس العليا حق والدي كارين آن كوينلان -البالغة 22 عامًا حينذاك- في طلب رفع أجهزة التنفس الاصطناعي عنها. وفي عام 1991 مرر الكونجرس الأمريكي قانونًا يمنح المريض حق تقرير مصيره ويلزم المستشفيات باحترام رغبته، وتسمح 49 ولاية لأقارب المرضى فاقدي الأهلية باتخاذ قرارات طبية بشأنهم، والاستثناء الوحيد هو ولاية ميسوري. لدى ميسوري قانون خاص بالوصايا يشترط وجود شاهدين على أية وصية تتضمن طلبًا بعدم الإنعاش.
لا يتم إجراء الإنعاش القلبي الرئوي ولا الدعم المتقدم للحياة القلبية في الولايات المتحدة الأمريكية إذا تواجد طلب عدم الإنعاش، لكن بعض الولايات لا تعترف به فيما قبل دخول المستشفى، وتلزم الطاقم الطبي بإنعاش المريض تحت هذا الظرف إلا إذا تواجد طلب عدم إنعاش موثَّق من ولاية ما ومستوفٍ لجميع البيانات وموقع من قبل طبيب.

### كندا
في كندا تشبه طلبات عدم الإنعاش تلك المستخدمة في الولايات المتحدة الأمريكية. في عام 1995 قامت الجمعية الطبية الكندية بالتعاون مع نقابتي الأطباء والتمريض وجمعية الصحة الكاثوليكية في كندا ونقابة المحامين الكندية لإنشاء بيان مشترك بشأن التدخلات الإنعاشية يضع قواعد وتوجيهات لطلبات «عدم الإنعاش». يجب أن يُناقش قرار عدم الإنعاش مع المريض أو محاميه أو ذويه، ولا يتم إصدار قرار عدم الإنعاش من طرف الأطباء فقط إلا إذا كان المريض في حالة إنباتية مستديمة.

### أستراليا
في أستراليا يتم تنفيذ قرار عدم الإنعاش بالتشريع لكل حالة على حدة.
في فيكتوريا تعد شهادة رفض العلاج الطبي وسيلة مشروعة لرفض العلاج في ظروف طبية معينة، لكنها لا تشمل الرعاية التلطيفية كتخفيف الألم والطعام والشراب. وينص التوجيه المسبَّق على الإجراءات العلاجية التي يرغب الفرد في تلقيها أو عدم تلقيها في ظروف معينة، وقد تتضمن طلب عدم الإنعاش لتجنب معاناة لا طائل منها.
وفي نيو ساوث ويلز تعد خطة العلاج شهادة طبية مرخصة لطلب الإنعاش أو رفضه والاستمرار في الرعاية التلطيفية فقط، لكنها غير معترف بها خارج الولاية.

### إيطاليا
في إيطاليا لا يعترف بأمر عدم الإنعاش، ويجب على الطبيب إنعاش جميع المرضى بغض النظر عن رغبتهم أو رغبة ذويهم، ويعاقب من يخرق القوانين بالسجن من 6 إلى 15 عامًا.

## ممارسة الدعم النفسي للمرضى
في كل حالة من حالات الإقامة في العناية المركزة، يتخد العمل النفسي في العناية المركزة شكل "زيارات" قصيرة، يوميًا قدر الإمكان، للتحدث إلى المريض مهما كانت حالته، بكلمات تستحضر اللحظة التي يعيشها، من العناصر التي تثيرها. من خلال (النظرات،، والتنفس، والوضعية، هي عوامل دعم رائعة للتبادل الكلام مع المريض). ويحدث ذلك مرة واحدة على الأقل في  الحالات الموالية.